# 日本スリッター工業
日本スリッター工業株式会社（にほんスリッターこうぎょう、英: Nihon Slitter Co.,Ltd.）は大阪府高槻市に本社を置く日本のスリット加工委託メーカー。滋賀県長浜市にも工場がある。

## 概要
大手スリット加工委託メーカー。スリット加工マシン30台以上を備え、スリット専業としては国内最大手。

## 主要加工商材
医薬品包材（PTP）、半導体電材（キャリア＆カバーテープ）、機能性衣服、衛生材料、食品包材、建材など

## 事業所
- 本社工場 − 大阪府高槻市大冠町1丁目16−5
- 長浜工場 − 滋賀県長浜市三ツ矢町5−8

## かつて存在した事業所
- 京都工場 − 京都府京都市
- 東大阪工場 − 大阪府東大阪市
- 米原工場 − 滋賀県米原市

## 沿革
- 1959年 − 京都市に朋睦スリッター加工所設立
- 1962年 − 日本スリッター工業株式会社に社名変更、業務拡大のため高槻工場設立
- 1973年 − 業務拡大のため米原工場設立
- 1975年 − 業務拡大のため米原工場を長浜工場に移転
- 1984年 − 本社工場を京都工場から高槻工場に移転
- 1988年 − 業務拡大のため東大阪工場設立
- 1997年 − 東大阪市総合開発のため東大阪工場を閉鎖し高槻工場に集約
- 1999年 − 業務拡大のため高槻工場を現在地（大冠町）に移転
- 1999年 − 取締役会長に高橋一太、代表取締役に高橋秀太が就任
- 2007年 − 経済産業省のものづくり日本大賞に高槻市の推薦により応募
- 2007年 − 中小企業庁の経営革新計画の申請・承認
- 2021年 − エコアクション21認証を3年連続で受賞[5]
- 2022年 − 大阪ものづくり優良企業賞を受賞、大阪府『匠企業』に認定[6]